# Wysoki Brzeg

Dzielnice Jaworzna

Wysoki Brzeg (niem. Hohes Ufer) – część miasta Jaworzno w południowej Polsce, w województwie śląskim. Jest to najdalej na zachód wysunięta, a także najmniejsza, dzielnica Jaworzna. Leży nad rzeką Przemszą. Graniczy od zachodu z Mysłowicami a od północy z sosnowieckim Jęzorem. Niekiedy określany jest jako część dzielnicy Wesołe Miasteczko, mimo że ta pierwotnie żartobliwa nazwa nie występuje w systemie TERYT. Wysoki Brzeg to także nazwa ulicy.
Leży na zachód od Elektrowni Jaworzno II. Dominują tu zakłady przemysłowe (deskowania i rusztowania). Znajduje się tu obecnie tylko kilka domów mieszkalnych, głównie wzdłuż ul. Leona Kruczkowskiego i po południowej stronie ul. Wysoki Brzeg. Ulica ta przechodzi w ul. Chrzanowską na mysłowickiej Brzezince, z którą Wysoki Brzeg graniczy poprzez Przemszę. Osiedle otaczają lasy.
W przeszłości Wysoki Brzeg był punktem granicznym między Austro-Węgrami a Prusami. W drugiej połowie XIX wieku wraz z Jęzorem włączony do Jaworzna; w 1900 roku miał 8 domów i 103 mieszkańców.
Pod okupacją hitlerowską włączony do Rzeszy, gdzie wraz z Jęzorem został wyłączony z Jaworzna, po czym wraz z Dąbrową Narodową i Długoszynem ze zniesionej gminy Szczakowa wszedł w skład nowo utworzonej gminy Dąbrowa Narodowa. Po wojnie powrócono do podziału administracyjnego sprzed wojny.
Po wojnie ponownie w granicach Jaworzna. W 1953 roku Jęzor został przyłączony do Sosnowca, natomiast Wysoki Brzeg pozostał związany z Jaworznem.
W latach 60 XX wieku na Wysokim Brzegu znajdował się ośrodek wypoczynkowo-rekreacyjny kopalni KWK Komuna Paryska (obecnie Jan Kanty). Jedną z głównych atrakcji ośrodka była wyspa z drewnianymi domkami pod wynajem. W latach 80 ośrodek podupadł, co doprowadziło do jego likwidacji. Po ośrodku pozostało zalewisko, popularne wśród wędkarzy, oraz podniszczony domek pełniący funkcję magazynu.